# Flèches et clochers de l'arrondissement d'Amiens en 1908
| Ce qui suit est tiré de l'ouvrage publié en plusieurs tomes de la "Société des Antiquaires de Picardie", le "Dictionnaire Historique et Archéologique de la Picardie - Arrondissement d'Amiens", d'après le reprint de 1979 (Éditions Culture et Civilisation, Bruxelles). Le tome 1, préfacé en février 1908, fut imprimé en 1909. Le tome 2 fut imprimé en 1912 et le tome 3 en 1919. |

## A
- Allonville

- Église Saint-Jean-Baptiste : ... (L'auteur ne dit rien sur son clocher.) église construite en brique en 1850 avec une tour de clocher-porche occidentale surmontée d'un toit en flèche recouvert d'ardoise
- Amiens

- Cathédrale Notre-Dame
Tour Sud : Érection de la partie haute vers 1366
Tour Nord : Érection de la partie haute vers 1400
Sur la croisée du transept s'élève une élégante flèche de charpente couverte de plomb, construite à la suite d'un incendie allumé par la foudre le 15 juillet 1528, qui avait détruit l'ancienne.
- Église St-Germain ... (L'auteur, Georges Durand, ne dit rien sur son clocher.)
- Église St-Leu ... (L'auteur, Georges Durand, ne dit rien sur son clocher.)
- Église des Cordeliers ... (L'auteur, Georges Durand, ne dit rien sur son clocher.)
- Argœuves

- Église : Clocher carré, couvert en ardoises, sur la façade.

## B
- Beaucourt-sur-l'Hallue

- Église Saint-Éloi : La flèche, qui faisait bel effet, a été supprimée "sous prétexte qu'elle donnait trop de prise au vent".
- Béhencourt

- Église Saint-Martin : Façade [...] surmontée d'un clocher pyramidal en charpente recouverte d'ardoises. Les 2 cloches sont modernes. L'église en possédait autrefois 3, qui avaient été bénites en 1790.
- Blangy-sous-Poix

- Église Saint-Médard : L'intérêt est tout entier concentré dans le clocher qui est accolé à l'église du côté Nord, et qui peut lui être antérieur de quelque 20 ans. Il comprend une tour passant, à mi-hauteur, du plan rectangulaire au plan octogonal au moyen de trompes trahies extérieurement par des petits toits de pierre à 2 rampants triangulaires. La lanterne supérieure est complètement ajourée par 8 baies en plein cintre recoupées chacune par un petit pilier supportant les tympans. Les chapiteaux offrent une variété de volutes et de billettes travaillées d'une façon lourde et barbare, mais la conscience du travail et l'harmonie de l'ensemble sauvent ce vénérable petit monument de la banalité. Il est d'ailleurs le plus ancien témoin du passé du canton de Poix et même de la région.
- Bouchon

- Église Saint-Pierre : Une tour carrée, en pierres, s'élevant sur la façade, est couronnée par une balustrade et une flèche en pierres du XVIIIe siècle, en style gothique dégénéré, comme il en existe plusieurs dans la région.
- Boves

- Église Notre-Dame-de-la-Nativité : La façade est surmontée d'un clocheton carré en ardoises.
- Bresle

- Église Saint-Léger : Les contreforts du pignon de la façade supportent le clocher, qui est couronné d'une petite flèche en ardoises. La cloche, datant de 1768, porte les armes et les noms du parrain, Henri Louis, marquis de Lameth, et de la marraine, Marie Thérèse de Broglie, comtesse douairière de Lameth.
- Briquemesnil

- Église Saint-Martin : Une tour carrée de 1708, sur le côté de la façade, est surmontée d'un clocher en charpente recouvert en ardoises.

## C
- Cagny

- Église Saint-Honoré : ... (L'auteur ne dit rien sur son clocher.)
- Camps-en-Amiénois

- Église Saint-Nicolas : Le clocher, en charpente recouverte d'ardoises, est posé sur la croisée du transept et orné d'un balcon polygonal. La façade est surmontée d'un pignon et d'un campenard à une baie.
- Coisy

- Église de la Nativité-de-la-Sainte-Vierge : La cloche, conservée dans l'église actuelle, date de 1492. C'est la plus ancienne du canton.
- Contay

- Église Saint-Hilaire : La nef a un collatéral au Nord, à l'extrémité duquel s'élève la tour, cantonnée de contreforts et percée d'une unique fenêtre avec accolade. La tour est sourmontée d'un clocher en charpente, recouvert en ardoises.

## E
- Éplessier

- Église : Quand on vient d'Équennes par la Route Nationale de Paris, on voit, à quelques kilomètres avant Poix, à gauche, sur la hauteur, un imposant monument de pierre blanche [...] Reconstrucion du clocher en 1784.

## F
- Franvillers

- Église : Clocher en ardoises sur la façade.

## H
- Le Hamel

- Église : La tour carrée sur la façade menace ruine.
- Hamelet

- Église : Tour carrée sur le côté de l'église à hauteur de la naissance du chœur, sans date et sans caractère et surmontée d'un clocher carré en ardoises.
- Heilly

- Église : L'église, construite en 1780, contient une cloche de la même date.
- Hénencourt

- Église : Grosse cloche, datant de 1688.

## M
- Montmarquet

- Église : Le clocher, sans tour, est couvert en ardoises. [...] Deux cloches existaient en 1716, la plus petite était cassée. L'une fut remplacée en 1736 par le marquis d'Estrades, seigneur du lieu, et l'autre refondue en 1769.

## O
- Orival

- Église : Le clocher est porté sur piliers de bois.

## P
- Pont-de-Metz

- Église : Tour carrée, avec porte de la Renaissance et campenard sur la façade.

## S
- St-Sauveur

- Église : Tour carrée, couverte en ardoises, sur la façade.
- Saveuse

- Église : Sur la façade, clocher carré, couvert en ardoises.

## T
- Thieulloy-la-Ville

- Église : Tour du clocher qu'on peut dater de la fin du XIIe Siècle. [...] La tour, carrée, est élevée sur le côté Sud de la seconde travée et elle communique avec elle par une baie à toute ouverture, simulant un bras de transept. [...] Une fenêtre éclaire le bas de la tour ; au-dessous, une petite poterne, à corbeaux, sous un arc de décharge en tiers point, sert de dégagement. Extérieurement, la tour est absolument unie, sauf, à la hauteur du beffroi, un larmier qui épouse l'arc ogival des fenêtres sur les 4 côtés. Un escalier de pierre, aujourd'hui détruit, conduisait à la chambre des cloches.

## V
- Villers-Bocage

- Église : Un clocher carré en charpente surmonte le tout.